# Karl Backman
Karl Backman (Umeå, 27 ottobre 1970) è un chitarrista, cantante e pittore svedese, noto per aver creato insieme a Dennis Lyxzén, David Sandström e Jens Nordén il gruppo hardcore punk AC4.

## Pittura
Nel 2011 il Museum of Porn in Art di Zurigo gli dedicò una mostra. Karl Backman dipinse ritratti di attrici pornografiche, quali Ashley Blue, May Ling Su, Layla Rivera, Satine Phoenix e tante altre.

## Discografia

### Con i The Vectors
- 1996 - Fuck MTV
- 1998 - The Vectors
- 2000 - Rape the Pope
- 2003 - Still Ill
- 2011 - Pigs and Parasites

### Con gli AC4
- 2009 - AC4
- 2010 - Split EP w/ Surprise Sex Attack (Aniseed #001)
- 2010 - Umeå Hardcore (P-Trash)
- 2013 - Burn the World[6]

### Con gli The T-55'S
- 2014 - Power Up[7]
- 2014 - Mary's Kids/The T-55'S[7]